# 사이호지
사이호지(西芳寺)는 일본 교토부 교토시 니시쿄구에 있는 불교 사원이다. 1994년, 고도 교토의 문화재의 일부로 유네스코 세계유산으로 등록되었다. 정원은 약 120종의 이끼에 덮여 있어 고케데라(苔寺)라는 통칭으로도 잘 알려져 있다.